# 브랸체프 아동극장

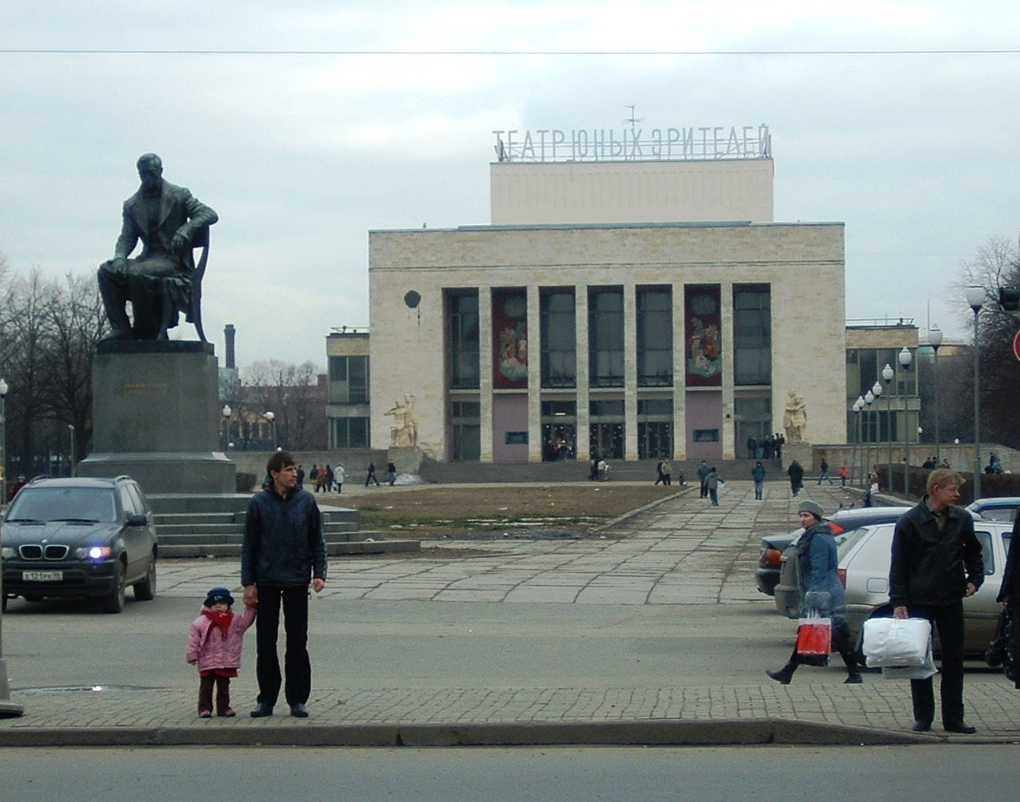

브랸체프 아동극장(A. Bryantsev Youth Theatre, 러시아어: Театр Юного Зрителя имени Брянцева)는 러시아의 극장이다. 한 때는 레닌그라드 아동극장으로 불리었으나 이후에 극장의 감독이었던 알렉산드르 브랸체프의 이름을 따게 되었다.
아동을 위한 극장을 보통 츄즈(러시아어: ТЮЗ)라고 약칭한다. 이는 어린 관객을 대상으로 하여 어른 배우가 연기를 하는 직업적인 전문극장이며, 전국 주요도시에 존재하고 있는데, 1922년에 창립된 브랸체프 아동극장은 연극인과 교육자의 결합과 협력으로 뛰어난 조직을 가지며 전국의 츄즈 운동에 지도적인 역할을 해 왔다. 극장은 피오넬 광장에 있으며, 무대와 객석은 반원형(좌석 998)으로 되어 있고, 상연목록은 고·중·저학년의 3종류이며, 저학년에게는 환상적인 민화나 동화, 고학년에게는 현대 청소년이 나아갈 길이나 생활을 그린 드라마를 상연하는 등, 연령과 지력(知力)에 적합한 것이 선택되어 매일 단체입장으로 붐비고 있다.